# Escola Preparatória de Cadetes do Ar
A Escola Preparatória de Cadetes do Ar ou EPCAr, é uma instituição de ensino militar da Força Aérea Brasileira sediada em Barbacena, Minas Gerais. Preparando seus alunos, tem como missão moldar os jovens para ingresso no Curso de Formação de Oficiais Aviadores (CFOAv) da Academia da Força Aérea (AFA), em Pirassununga, Estado de São Paulo, por meio do Curso Preparatório de Cadetes do Ar. Simultaneamente, proporciona aos alunos a formação no Ensino Médio e no ensino técnico de militarismo.
O CPCAR compreende três anos equivalentes ao Ensino Médio do Ministério da Educação, abrangendo instruções nos campos científico e militar, ministradas sob o regime de internato. Classificada pelo MEC / IDEB (Índice de Desenvolvimento da Educação Básica) como a segunda melhor escola pública do Brasil[carece de fontes?], oferece anualmente 130 vagas (110 masculinas e 20 femininas) para mais de 22.000 candidatos no concurso.
Os alunos que concluem com aproveitamento o CPCAr têm direito ao Certificado de Conclusão do Ensino Médio e matrícula assegurada na Academia da Força Aérea, desde que estejam dentro das condições de saúde, psicológicas e de condicionamento físico requisitadas para o ingresso na AFA.

## História
Com as duas Grandes Guerras e a criação da Força Aérea Brasileira, percebeu-se um baixo nível acadêmico nos cadetes que ingressavam na então Escola de Aeronáutica, no Campo dos Afonsos.
Era necessário, portanto, uma instituição que formasse convenientemente futuros cadetes e, consequentemente, pilotos de qualidade. Em 21 de março de 1949, o presidente da República, Eurico Gaspar Dutra criou, no Ministério da Aeronáutica, pelo Decreto 26.514, o Curso Preparatório de Cadetes-do-Ar. No ano seguinte a instituição seria renomeada para o nome atual, passando a ser "CPCAr" o curso ministrado na EPCAr.

### O curso
As disciplinas lecionadas no Curso Preparatório de Cadetes do Ar equivalem ao Ensino Médio com acréscimo de atividades e instruções na área militar. Segue relação das matérias ministradas em ordem de Esquadrão.
No caso das instruções científicas, algumas disciplinas têm bem mais horas letivas que as exigências do Ministério da Educação. Há ainda disciplinas ofertadas exclusivamente pela escola para o Ensino Médio.

## Ensino

### Concurso
O Concurso de Admissão ao Curso Preparatório de Cadetes do Ar (CA CPCAr) ocorre todo o ano, visando selecionar jovens para o ingresso na EPCAr. Entre os requisitos, estão que o candidato não poderá possuir menos de 14 (catorze) nem completar 19 (dezenove) anos de idade, até 31 de dezembro do ano da matrícula no curso, ou seja, no ano seguinte a realização da prova. Ambos os sexos podem realizar o concurso, masculino e feminino, geralmente tendo mais vagas masculinas do que femininas. Além disso, o candidato ou candidata não pode ter filhos, ou ser casado, e também deve ter concluído o Ensino Fundamental.
O Concurso de Admissão ao CPCAr é dividido em 3 etapas. A primeira fase são as provas escritas, que consiste numa avaliação, envolvendo as matérias de Língua Portuguesa, Matemática e Língua Inglesa, além de uma Redação. Os candidatos aprovados nas provas escritas vão para a Concentração Intermediária, onde realizam a Inspeção de Saúde (INSPSAU), Exame de Aptidão Psicológica (EAP) e Teste de Avaliação do Condicionamento Físico (TACF), todos de caráter eliminatório. A última etapa é a Concentração Final, onde todos os candidatos aprovados até então são matriculados na EPCAr, onde irão realizar o Estágio de Adaptação Militar (EAM). Após 20 dias, os estagiários se tornarão alunos do CPCAr e militares da ativa, e passarão a receber o soldo como praça-especial.

## Militar
Durante o CPCAr, o aluno é considerado militar da ativa da Força Aérea Brasileira, na categoria de praça especial, com direito a salário, alimentação, alojamento, e assistência médica e odontológica. O Aluno Militar da Escola Preparatória de Cadetes do Ar possui a mesma classificação hierárquica de um 3º Sargento, com precedência. 

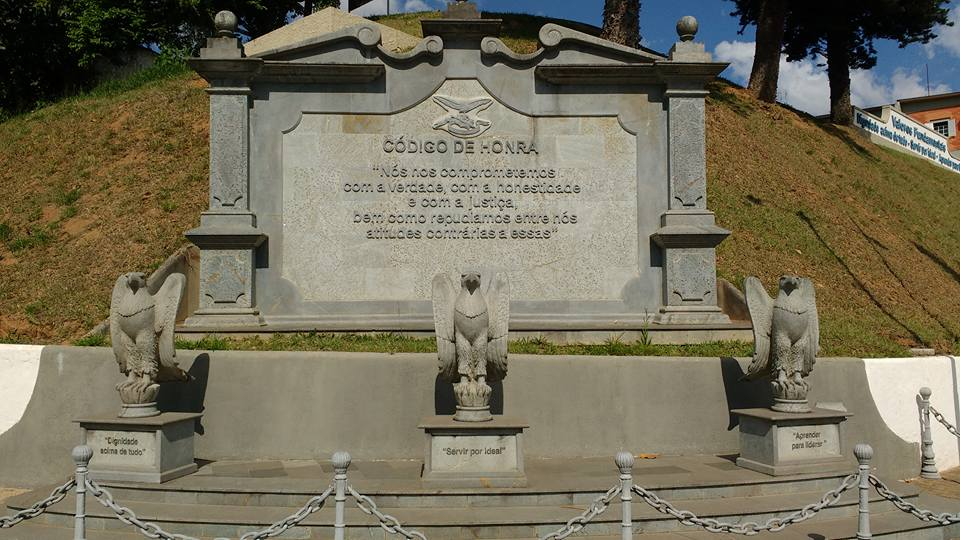
Código de Honra da EPCAr

Além do Certificado de Conclusão do Ensino Médio, os militares concludentes do Curso Preparatório de Cadetes do Ar conquistam a possibilidade de ingressar na Academia da Força Aérea como Cadetes Aviadores sem a necessidade de prestar um novo concurso.